# Kfar Saba
Kfar Saba (in ebraico כפר סבא‎?, letteralmente "il villaggio dei nonni") è una città israeliana situata nella pianura di Sharon, nel Distretto Centrale.

## Storia
Il luogo in cui sorge oggi Kfar Saba fu acquistato nel 1892 da un gruppo di coloni ebrei aderenti al movimento sionista, i quali contavano di dividere il terreno in piccoli lotti da rivendere a singoli privati. Tuttavia l'operazione si rivelò infelice: solo nel 1896 il barone Edmond James de Rothschild acquistò l'intera area, che poi cedette ai contadini della vicina Petah Tiqwa. Costoro fondarono la nuova città nel 1903 e nelle loro originarie intenzioni vi era quella di costruire un futuro luogo di dimora per i loro figli.

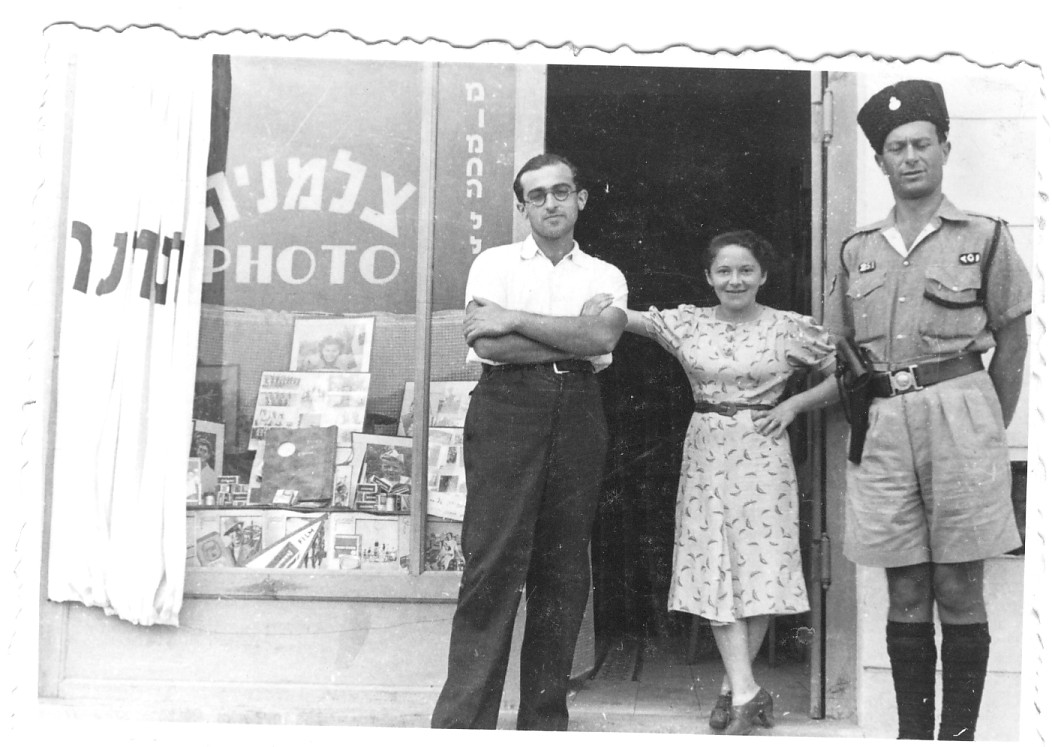
Kfar Saba, 1938. Un ghaffir (poliziotto ebreo durante il mandato britannico) davanti ad un negozio di fotografia.

Oltre a questi, comunque, giunsero in breve sul posto anche coloni provenienti da altri luoghi. I primi anni di vita di Kfar Saba non furono tuttavia facili: l'amministrazione ottomana non concedeva, infatti, il permesso di edificare costruzioni in mattoni e i coloni dovettero accontentarsi di capanne di paglia ed argilla. Il divieto durò fino al 1912, anno in cui i coloni, che nel frattempo avevano avviato la coltivazione di mandorli, uva e olive, poterono stabilirsi in normali abitazioni.
Distrutta durante la prima guerra mondiale, quando Kfar Saba si venne a trovare sulla linea del fronte fra l'esercito britannico e quello ottomano, la città riprese a vivere con la nuova amministrazione del Regno Unito. Dalla metà degli anni venti la popolazione conobbe un nuovo incremento, grazie anche alle nuove coltivazioni di agrumi che furono avviate in quello stesso periodo.
Divenuta comune nel 1937, Kfar Saba subì non pochi attacchi da parte araba, prima durante la Grande Rivolta del 1936-1939, poi nel corso della guerra arabo-israeliana del 1948. A seguito della dichiarazione di indipendenza di Israele, Kfar Saba, insieme agli altri insediamenti ebraici della zona, fu assicurata al nuovo Stato nella cosiddetta "Operazione Medina".

Dopo essere stata elevata al rango di città nel 1962, Kfar Saba subì nuovi attacchi durante la guerra dei sei giorni (1967) dal vicino centro palestinese di Qalqilya, posto oltre la vicina linea dell'armistizio con la Giordania del 1949. Durante la guerra furono colpiti i quartieri: Kaplan e Yoseftal.

Da ultimi, durante la seconda intifada, due attentati suicidi hanno colpito Kfar Saba il 4 novembre 2002 (2 morti e 70 feriti) e il 24 aprile 2003 (1 morto e 13 feriti).

## Monumenti e luoghi d'interesse

### Tombe di Beniamino e di Simeone
Ad est di Kfar Saba sorge Kever Benjamin, la tomba di Beniamino, figlio di Giacobbe. Si tratta di un complesso funerario costruito in epoca ottomana da ebrei nel luogo in cui, secondo la tradizione, sarebbe stato sepolto Beniamino: è attualmente tra i principali luoghi di culto ebraici.

Tuttavia 30 metri a nord di Kever Benjamin sorge una tomba musulmana che, secondo i locali palestinesi, sarebbe la vera tomba di Beniamino.

Nei pressi del vicino kibbutz di Eyal sorge un'altra tomba, nella quale, secondo la tradizione, sarebbe sepolto un altro figlio di Giacobbe, Simeone.

### Il primo pozzo
Nel vicino Monte Acquifero si trova anche la traccia del primo scavo compiuto a Kfar Saba, nel quale fu trovata l'acqua, da cui ebbe origine lo sviluppo della città. La pompa in esso installata, attualmente conservata nella khan (municipio) di Kfar Saba, attingeva acqua da una falda acquifera collegata al vicino fiume Shiloh.

### Fattoria di Baruch Amrami
Tra gli storici edifici di Kfar Saba, attualmente inglobata dai quartieri urbani, è l'antica fattoria del primo sindaco Baruch Amrami: in mezzo alle moderne costruzioni del centro, ancora oggi fa la sua figura il capannone in cui erano allevate le mucche da latte di Amrami.

### Capharsaba
Nei pressi del quartiere industriale di Eliezer sono stati recentemente rinvenuti i resti di un antico villaggio israelita, con ogni probabilità la biblica Capharsaba, da cui Kfar Saba prende il nome.

### Casa Nordenstein
Dopo la distruzione subita da Kfar Saba durante la prima guerra mondiale, la prima famiglia a fare ritorno furono i Nordenstein nel 1922. La loro casa, che fu anche la prima costruita in pietra, si erge ancora in quello che oggi è il quartiere degli affari di Kfar Saba, ed è infatti attualmente sede di una compagnia di assicurazioni.

### Mensa del kibbutz HaKovesh
Altro edificio storico di Kfar Saba è la vecchia mensa del kibbutz HaKovesh, che ricorda i tempi in cui i primi pionieri vivevano qui in tende in mezzo al deserto. Attualmente è sede della polizia municipale.

### Eva Fischer Fund
Presso il Municipal Center di Kfar-Saba è possibile visitare l'Eva Fischer Fund con le opere che la pittrice italiana ha donato alla città.

## Società

### Evoluzione demografica
Secondo l'Istituto Centrale israeliano di statistica, la popolazione di Kfar Saba è pressoché completamente ebrea (oltre il 99%). Con una maggioranza di femmine sui maschi, gli abitanti di Kfar Saba sono in gran parte (oltre il 60%) di età inferiore ai 40 anni.
La giovane età della maggior parte della popolazione rende la città economicamente molto attiva e la recente scoperta di giacimenti petroliferi nei pressi di Kfar Saba comporterà con ogni probabilità l'arrivo di nuove persone.

## Sport
A Kfar Saba ha sede la società calcistica dell'Hapoel Kfar Saba, che nel proprio palmarès vanta un titolo nazionale e 3 Coppe di Stato.

## Amministrazione

### Gemellaggi
- Beit Jann
- Columbus
- Delft
- Mülheim an der Ruhr
- San José
- Wiesbaden

## Galleria d'immagini

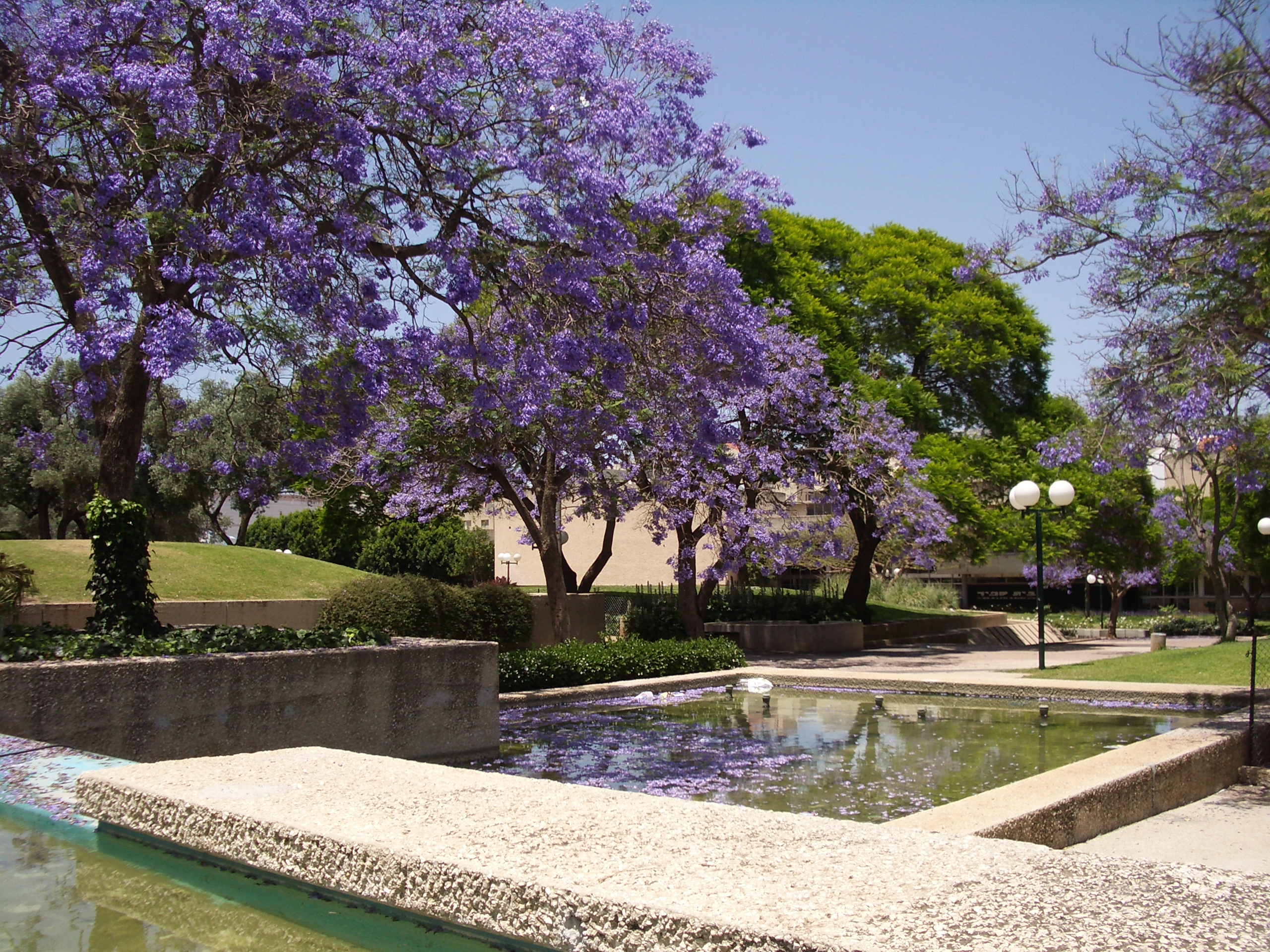
Il parco centrale di Kfar Saba in primavera.
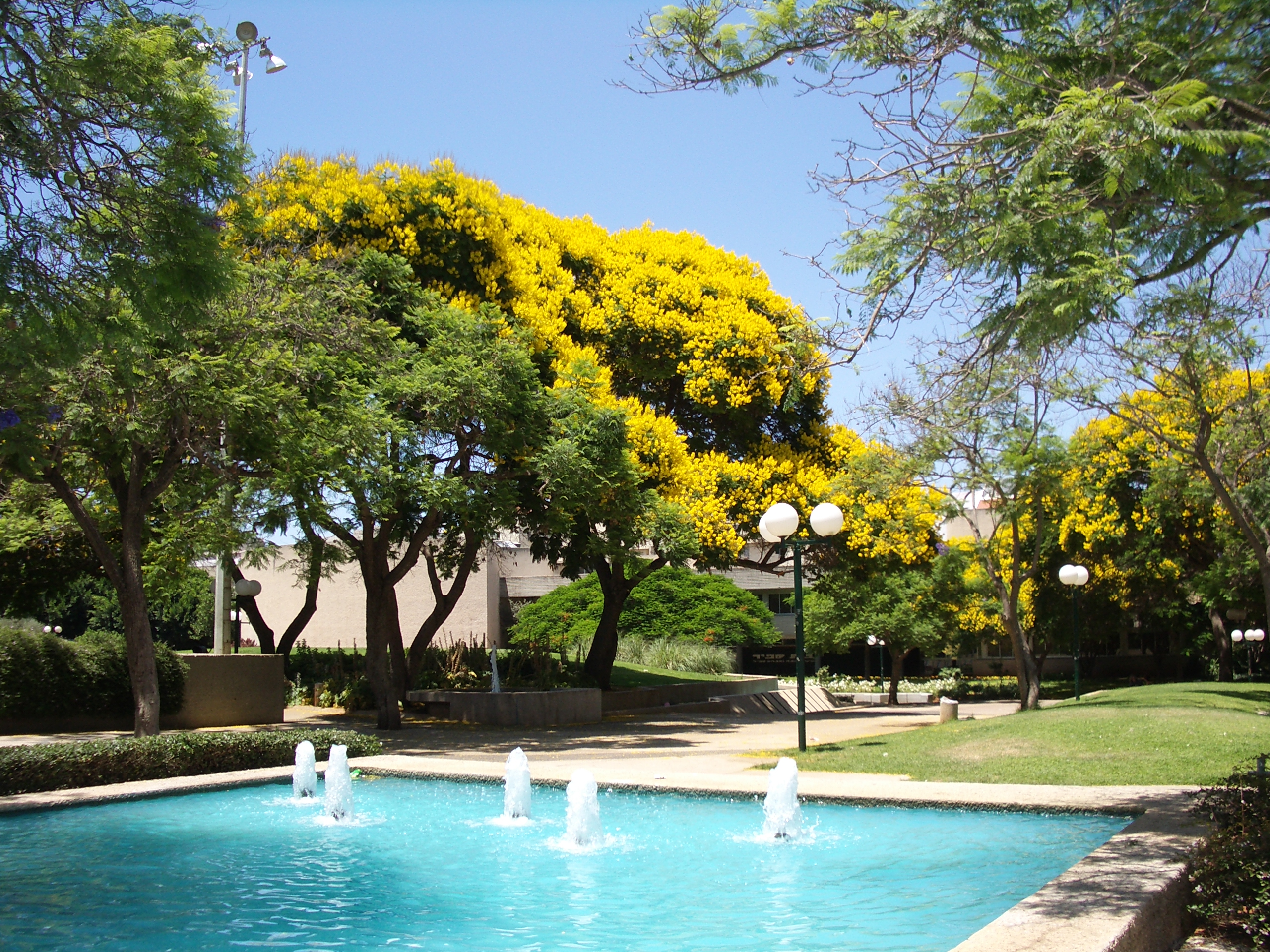
Il parco centrale in estate.
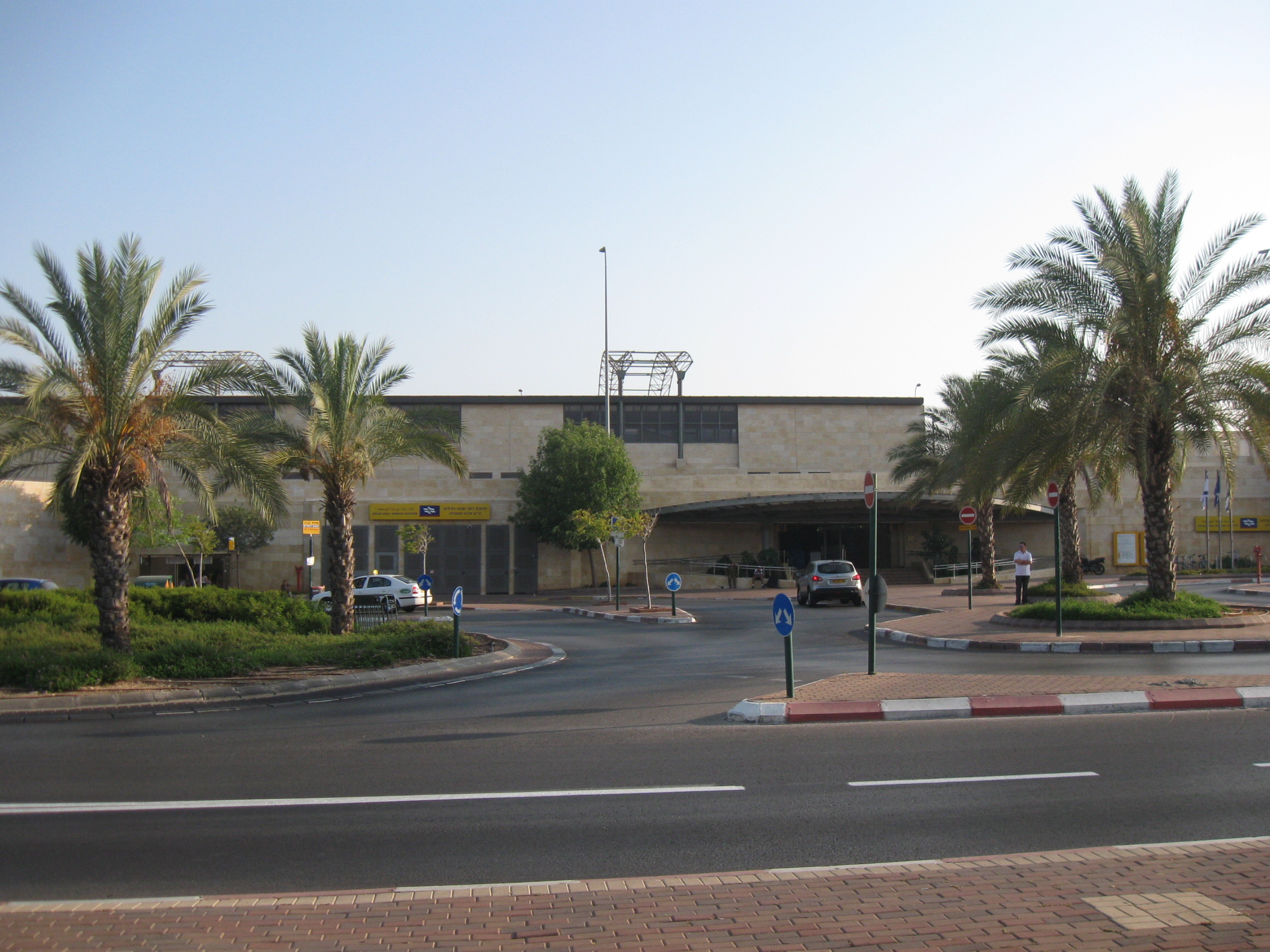
La stazione dei treni.
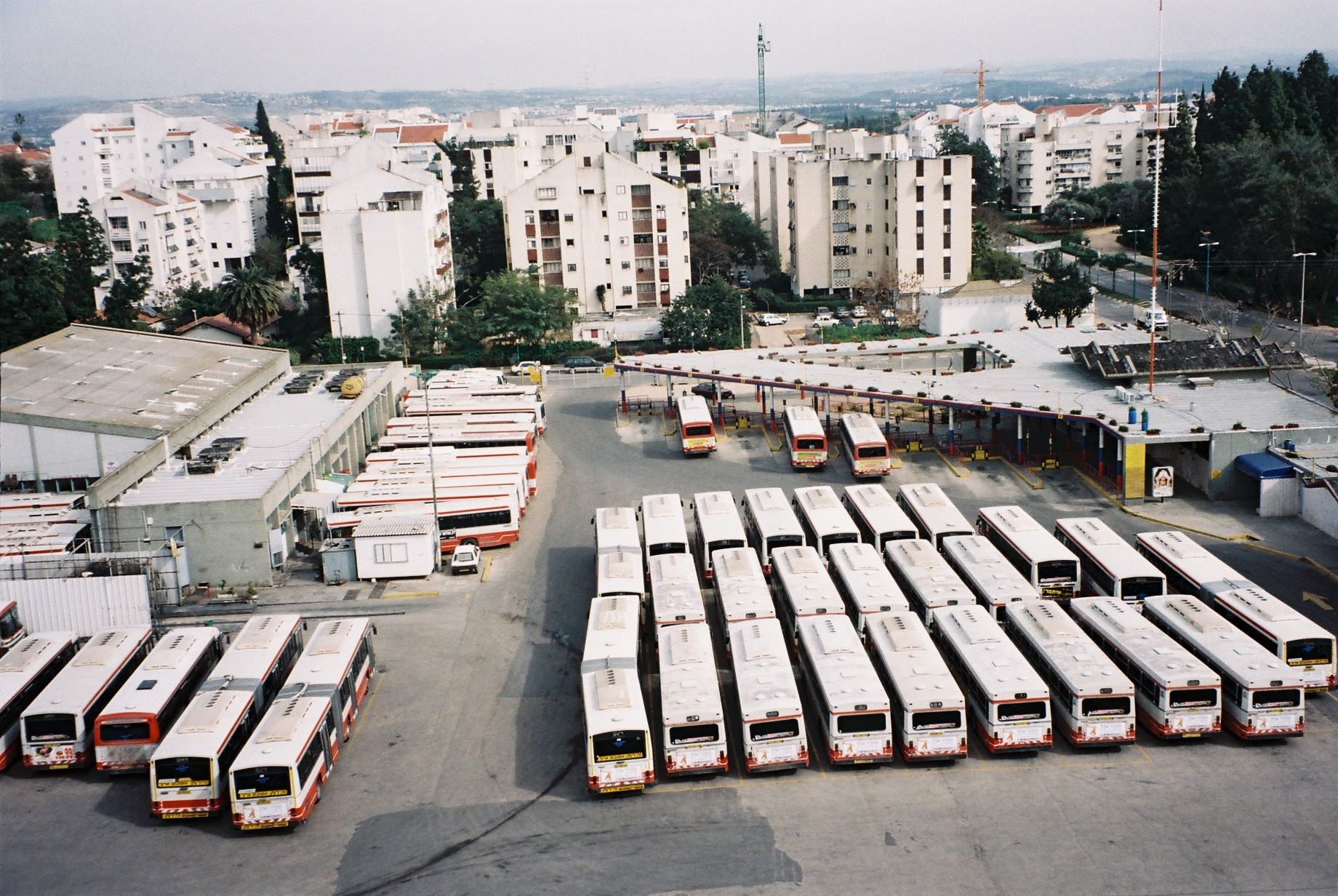
La stazione degli autobus.
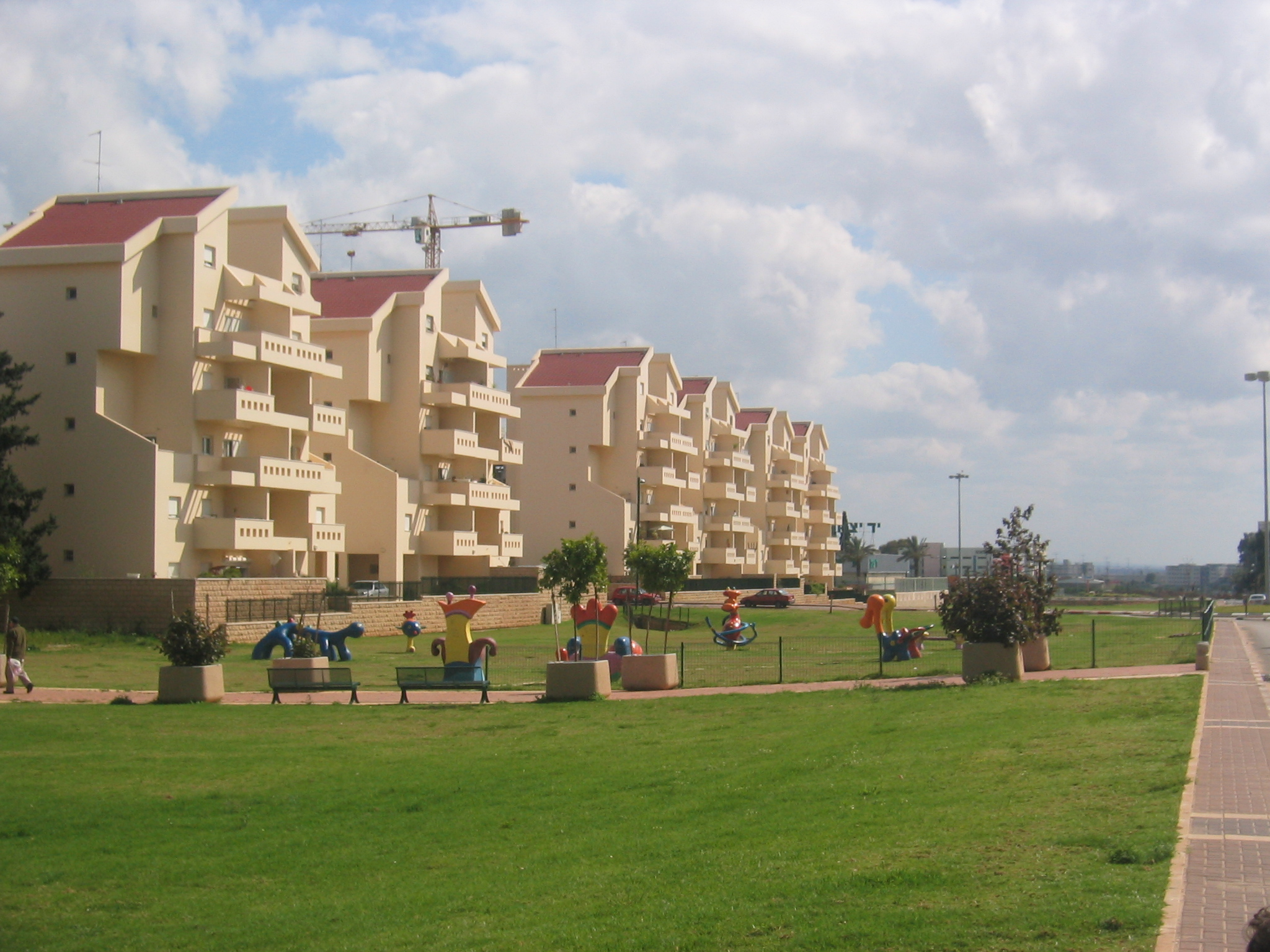
I nuovi quartieri residenziali.
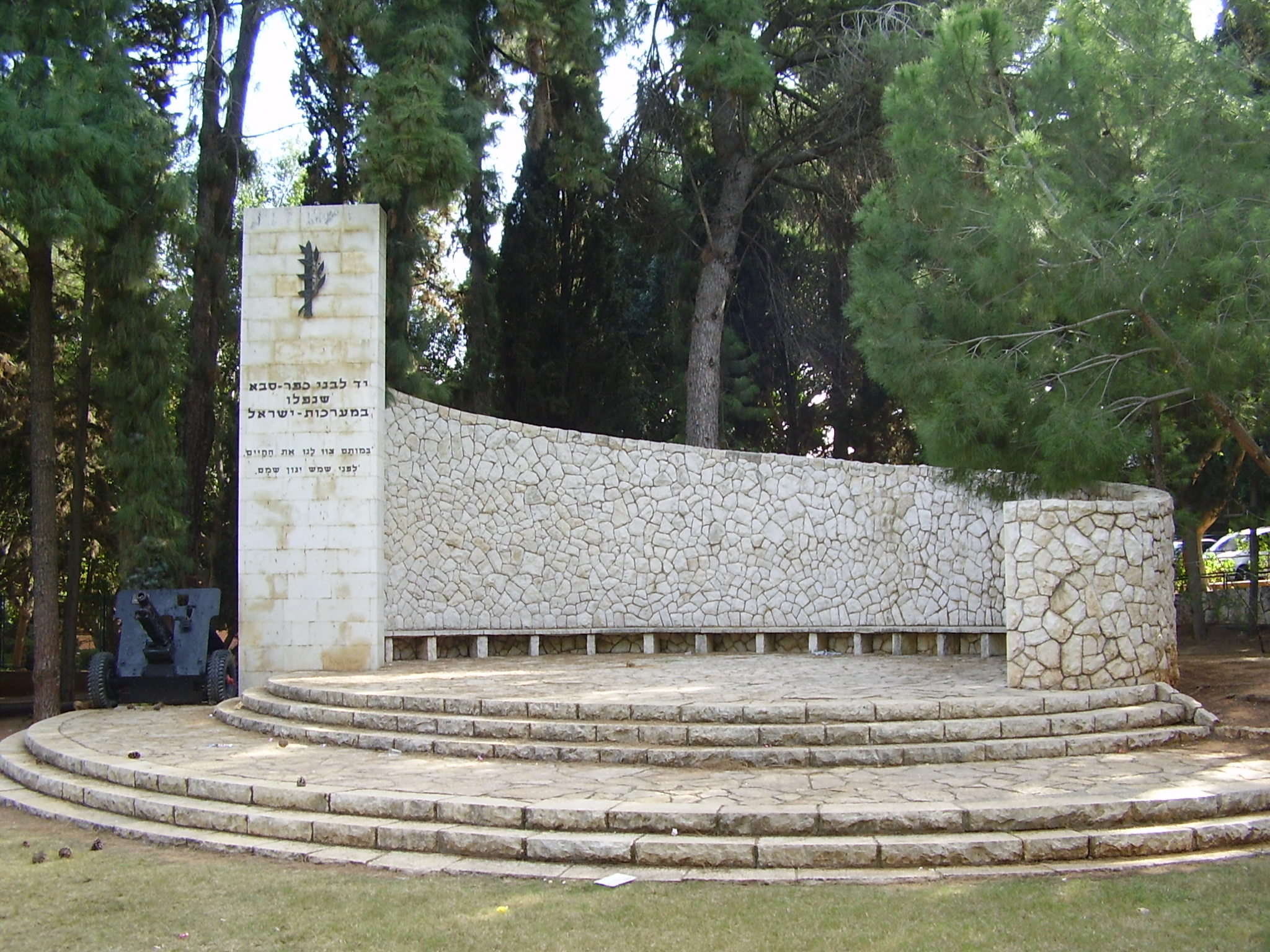
Memoriale ai caduti nelle guerre nella storia di Israele.
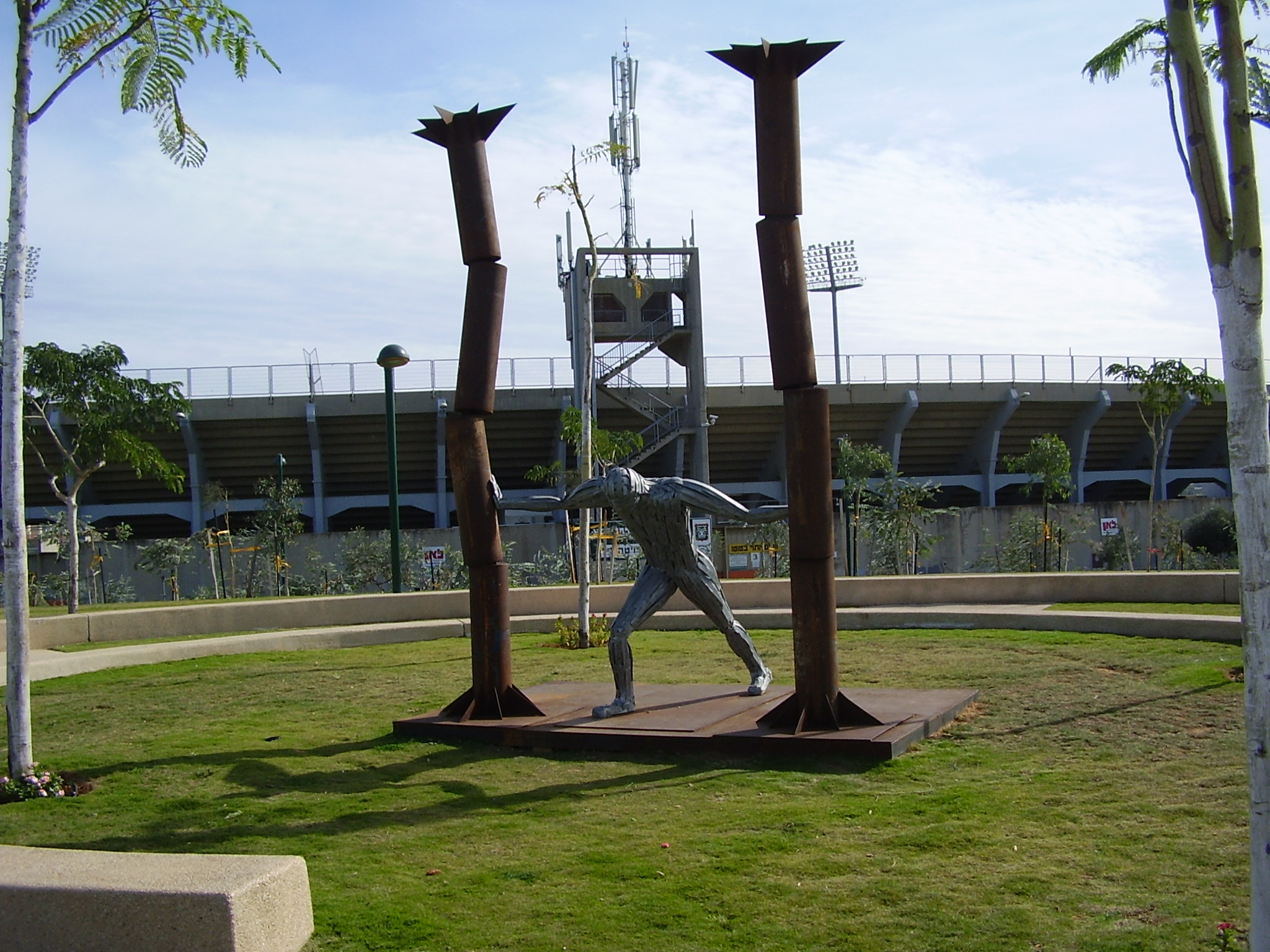
Monumento a Sansone.
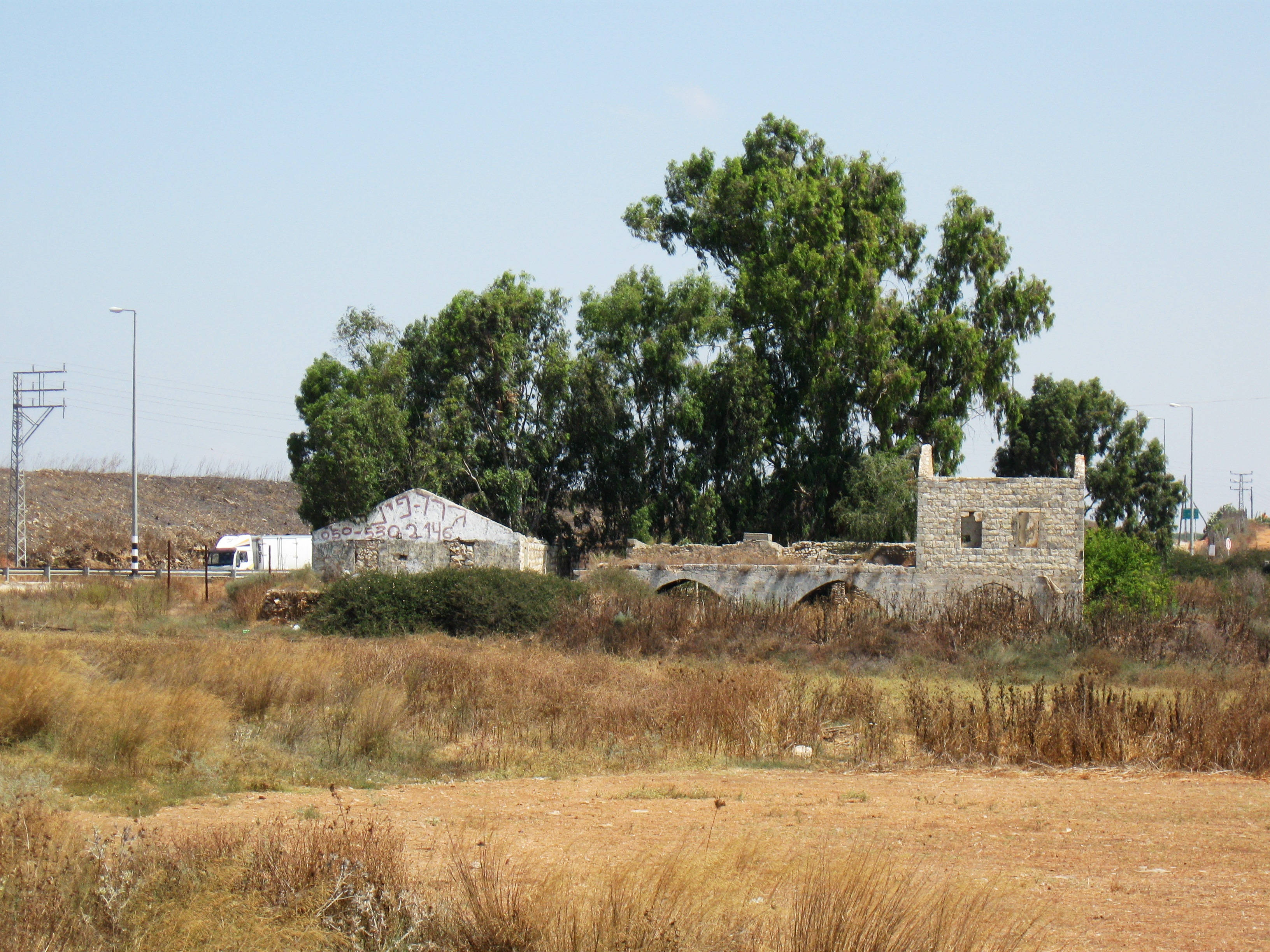
Rovine bizantine presso Kfar Saba.
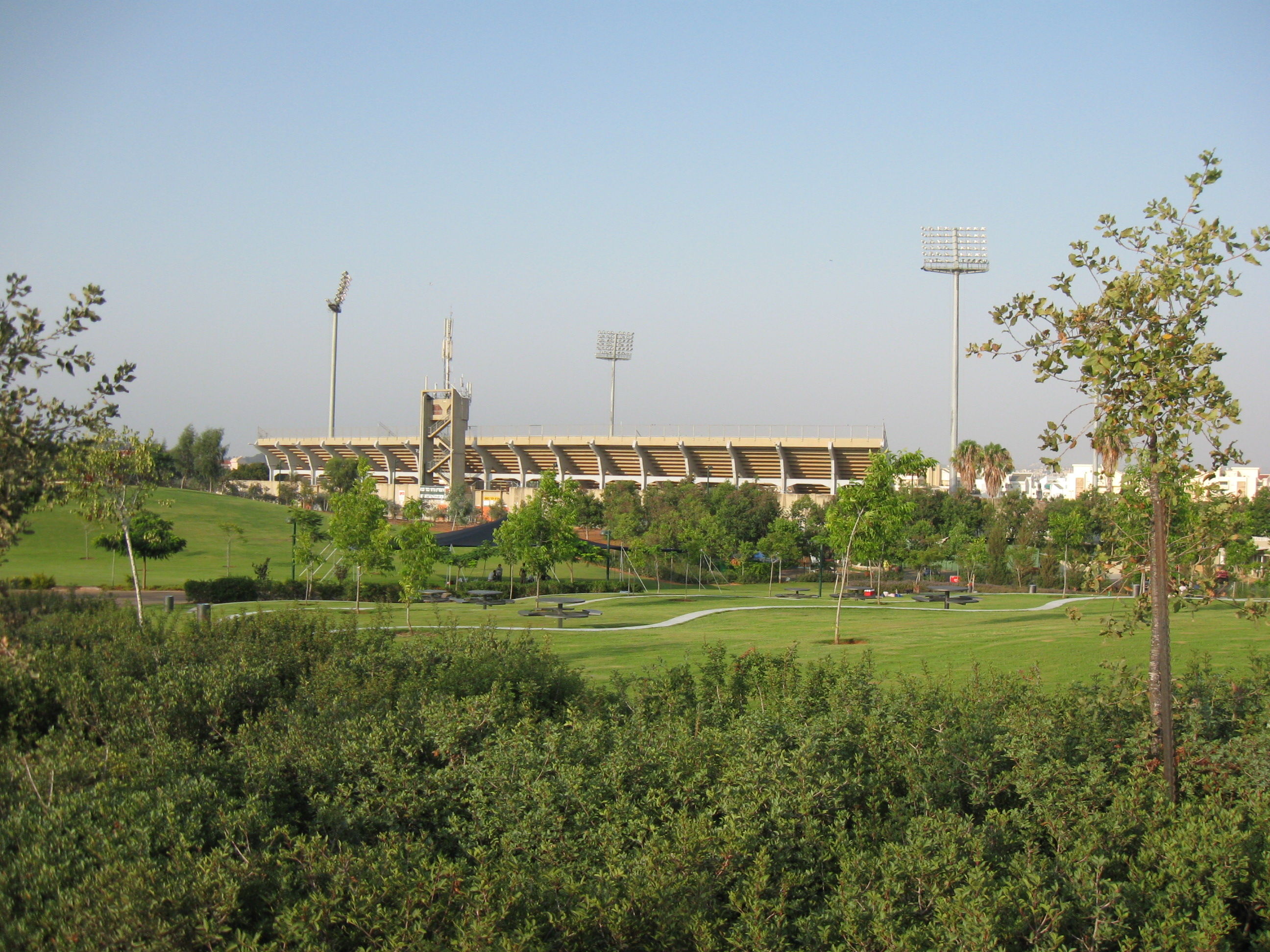
Lo Stadio Levita